# Gökmyra
Gökmyra (Anergates atratulus) är en myrart som först beskrevs av Schenck 1852.  Gökmyra ingår i släktet Anergates och familjen myror. IUCN kategoriserar arten globalt som sårbar. Enligt den finländska rödlistan är arten akut hotad i Finland. Arten är reproducerande i Sverige. Artens livsmiljö är torra och karga åsmoar. Inga underarter finns listade i Catalogue of Life.

## Bildgalleri